# فينغ جانغ
فينغ جانغ (بالصينية: 冯刚) (6 مارس 1993 بووهان في الصين - ) هو لاعب كرة قدم صيني في مركز الوسط. شارك مع منتخب الصين تحت 17 سنة لكرة القدم ومنتخب الصين تحت 20 سنة لكرة القدم ومنتخب الصين تحت 23 سنة لكرة القدم. أما مع النوادي، فقد لعب مع جيجيانغ غرينتاون وWenzhou Provenza F.C. ‏.

## روابط خارجية
- فينغ جانغ على موقع قاعدة بيانات كرة القدم.إي يو (الإنجليزية)
- فينغ جانغ على موقع ناشيونال فوتبول تيمز (الإنجليزية)
- فينغ جانغ على موقع Soccerway.com (الإنجليزية)
- فينغ جانغ على موقع اللجنة الأولمبية الصينية (الإنجليزية)